# Volkacher Sattel
Beim Volkacher Sattel (auch Volkacher Gewölbe, Sattel Volkach–Nordheim) handelt es sich um eine in Ost-Nord-Ost-Richtung verlaufende Antiklinale, die von allen Seiten von Mulden umgeben ist. Er ist Teil der charakteristischen Sattel-Mulden-Struktur, die die geologische Formation des bayerischen Regierungsbezirks Unterfrankens bildet. Namensgebender Ort ist die Stadt Volkach im Landkreis Kitzingen, die allerdings selbst dem Rande des Sattels liegt.

## Geografie
Der Volkacher Sattel beginnt im Norden beim Eisenheimer Gemeindeteil Untereisenheim und zieht sich im Süden bis nach Dettelbach-Neuses im zu den Mainfränkischen Platten gehörenden Mittleren Maintal. Im Osten endet das Gewölbe an der Wipfeld-Prichsenstädter Störungszone, die sich in Ost-Süd-Ost-Richtung durch das Steigerwaldvorland zieht. Im Westen begrenzt die langgestreckte Zeller Mulde den Sattel. Der Volkacher Sattel prägt das Landschaftsschutzgebiet Volkacher Mainschleife, das aufgrund der durch den Sattel umgeleiteten Mainlaufes zugleich einen eigenständigen Naturraum innerhalb des Mittleren Maintales bildet. Im Norden grenzt das als Mulde ausgeprägte Schweinfurter Becken (auch Schweinfurter Mulde) an, das durch den Verlauf der Wipfeld-Prichsenstädter Störungszone begrenzt wird. Weiter im Süden geht das Gebiet in die Schwarzacher Talweitung über.

## Charakteristik
Die Verbiegungen der tektonischen Schichten prägen die Landschaft von Unterfranken und ziehen sich durch das gesamte Gebiet des Mittleren Maintals und der Mainfränkischen Platten. Die Sattel-Mulden-Struktur wird durch das generelle Einfallen der geologischen Formationen um zwei Grad nach Osten charakterisiert. Im Abstand von etwa zehn Kilometern folgt auf eine Mulde wieder ein Sattel bzw. Gewölbe. Jene Geländemerkmale entstanden als Spätwirkung der Alpenaufwölbung nach der Ablagerung des Muschelkalks und werden als flache geologische Wellen beschrieben. Sie gehen auf das variszische Grundgebirge zurück.
Die Emporwölbung des Muschelkalks auf dem Vogelsberg nördlich von Volkach-Escherndorf führte zu einer Umleitung des Mainbettes. Der Fluss gelangt von Norden kommend an die harten Gesteinsmassen und umfließt sie, weshalb er sich nach Osten wendet. Mit dem Erreichen des Gewölbeendes im Osten des Sattels kehrt sich der Main nach Westen um, ehe er, vom Sattel umgelenkt, nach Süden weiterfließt und sich so die charakteristische Mainschleifenform ausbildet. Der Volkacher Sattel umfasst dabei die Berge bzw. Erhebungen Vogelsberg oder Escherndorfer Berg, Köhlerberg, Glatzenberg und Mehlenberg mit einer Höhe von bis zu 293 m. 
Bis auf einer Höhe von ca. 275 m steht hier der Hauptmuschelkalk an, darüber erheben sich Keuper, Lößlehm, stellenweise auch Flugsand. Die geologische Schichtenfolge des Volkacher Sattels war bis in die 1970er Jahre an einigen Stellen noch einsehbar. Durch die Flurbereinigung der hier angelegten Weinberge wurden die anstehenden Gesteinsformationen jedoch verdeckt und die Bodenzusammensetzung der fruchttragenden Schichten verändert. Oberhalb der Häuser von Volkach-Köhler kann noch der Mittlere Muschelkalk als nächst tieferliegende Gesteinsschicht angenommen werden.